# Francesco Sabatini

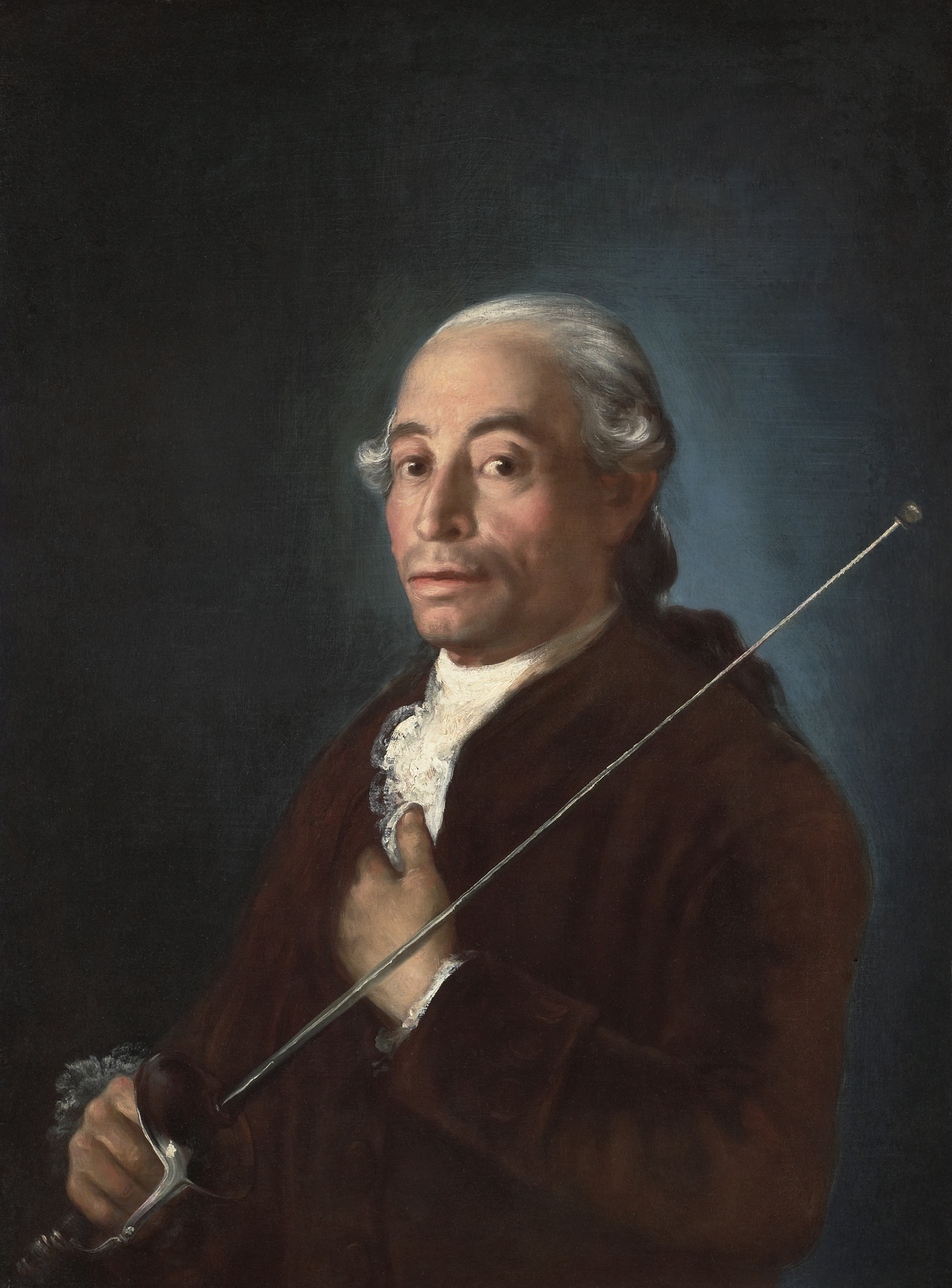
Francesco Sabatini (zwischen 1775 und 1779), Porträt von Goya

Francesco Sabatini (* 1721 in Palermo; † 1797 in Madrid), auch bekannt als Francisco Sabatini, war ein in Italien geborener Architekt des 18. Jahrhunderts, der in Neapel und später in Spanien am königlichen Hof arbeitete. Er gilt als einer der bedeutendsten Vertreter des Spätbarocks und Klassizismus in Spanien.

## Biografie
In Palermo geboren, studierte er Architektur in Rom und gewann 1750 den Preis im angesehenen Concorso Clementino. Er folgte seinem Lehrer Luigi Vanvitelli nach Neapel und nahm dort u. a. teil am Bau des Palastes von Caserta für Karl VII., König von Neapel, Herzog von Parma und der Toskana und späterer König Karl III. von Spanien, der in Neapel ein ambitioniertes Bauprogramm umsetzte. Als er zum König von Spanien gekrönt wurde, rief er Sabatini 1760 nach Madrid und betraute ihn mit königlichen Prestigebauten, darunter Ausbau und Dekoration des neuen Königspalastes in Madrid. Sein Wirken hatte einen bedeutenden Einfluss auf das Stadtbild von Madrid, da er nicht nur bedeutende Bauwerke errichtete, sondern auch die Abwasserentsorgung sanieren und zahlreiche Straßen neu anlegen ließ.
Sabatinis Werke sind im neoklassischen Stil, wobei er nicht grundlegend vom antiken Griechenland und Rom inspiriert wurde, sondern überwiegend von der italienischen Architektur der Renaissance.
Seine Werke als Architekt und die Gunst des Königs führten zu vielen weiteren Aufträgen und zu beruflicher Anerkennung. Er wurde zum Oberstleutnant der königlichen Genietruppe befördert, erhielt den Grad eines Ritters des Orden von Santiago und hatte nach seiner Ernennung als gentilhombre de camara (königlicher Kammerherr) direkten Zugang zum innersten königlichen Kreis.
Die Gärten von Sabatini (die sich vor der Nordfassade des Königspalastes von Madrid, zwischen der Straße Bailén und dem Hügel von San Vicente, befinden) hat nicht er entworfen; sie wurden in den 1930er Jahren auf dem Gelände erstellt, das früher die von Sabatini gebauten königlichen Stallungen einnahmen.
Sabatini war verantwortlich u. a. für den Bau der Waffenfabrik von Toledo, das Hauptquartier der wallonischen Guarda in Leganés (derzeit Teil der Universidad Carlos III de Madrid als Edificio Sabatini), ein Kloster in Valladolid (Santa Ana) und eins in Granada (Comendadoras von Santiago) sowie die bekannte Kapelle der Unbefleckten in der Kathedrale von Osma.

## Bauten in Madrid
Unter seinen zahlreichen Werken waren die wichtigsten:
- Königspalast Madrid, Vollendung und Ausbau (1760–1764).
- Planung und Sanierung des Abwasser-Systems von Madrid (1761–1765).
- Real Casa de la Aduana (Königliche Zollverwaltung) in der Straße Alcala (1761–1769).
- Puerta de Alcalá (1774–1778).
- Leitung der Arbeiten an der Basilika von San Francisco el Grande (1774–1784).
- Puerta de San Vicente (1775).
- Casa de los Secretarios de Estado y del Despacho, auch bekannt als Palast des Marques de Grimaldi und Palast von Godoy (1776).
- Fortsetzung der Arbeiten des Allgemeinen Krankenhauses, das José de Hermosilla (1776–1781) während der Regierungszeit von Ferdinand VI. begonnen hatte (derzeit das Museo Reina Sofía).

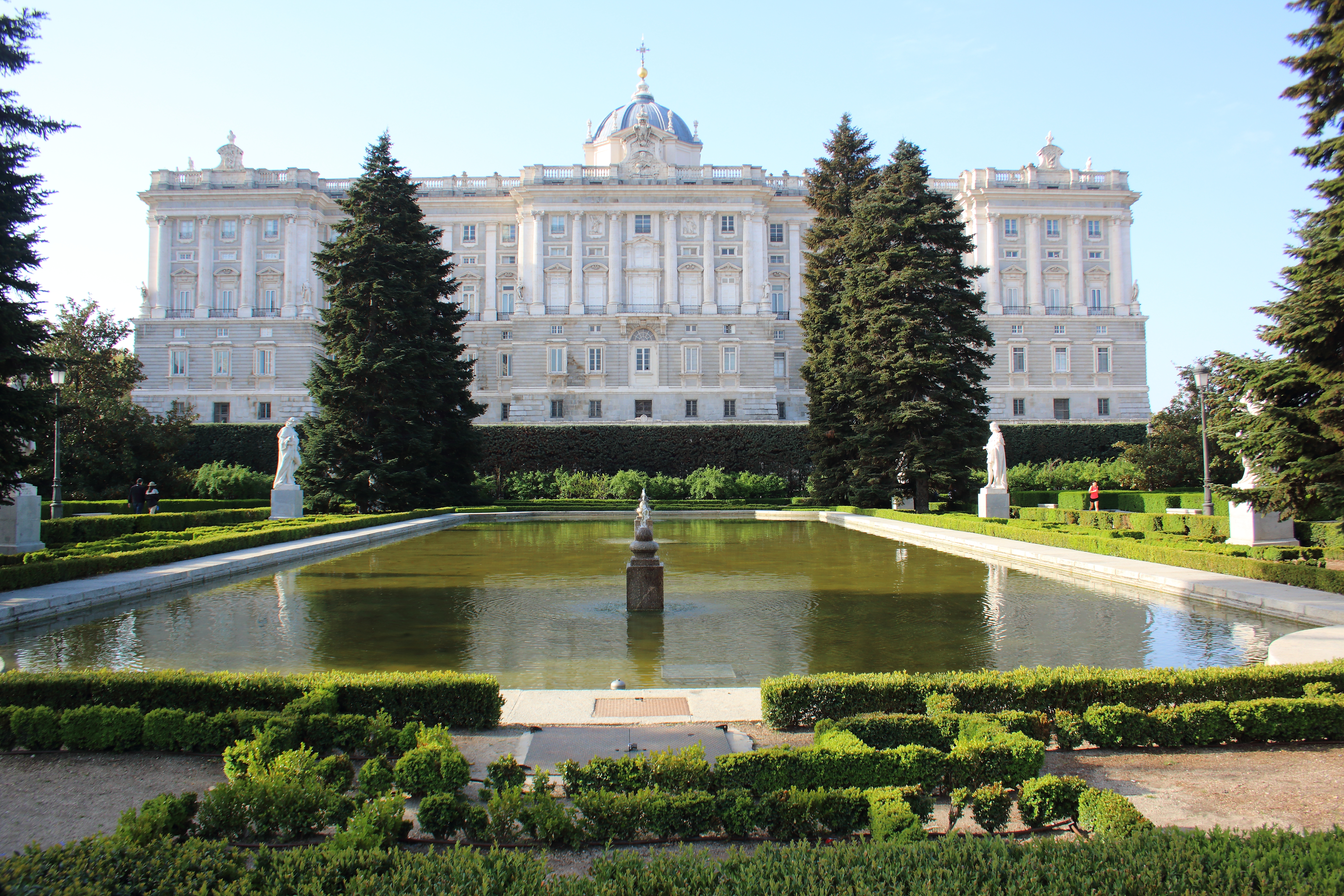
Königspalast von den sog. Jardines de Sabatini aus gesehen
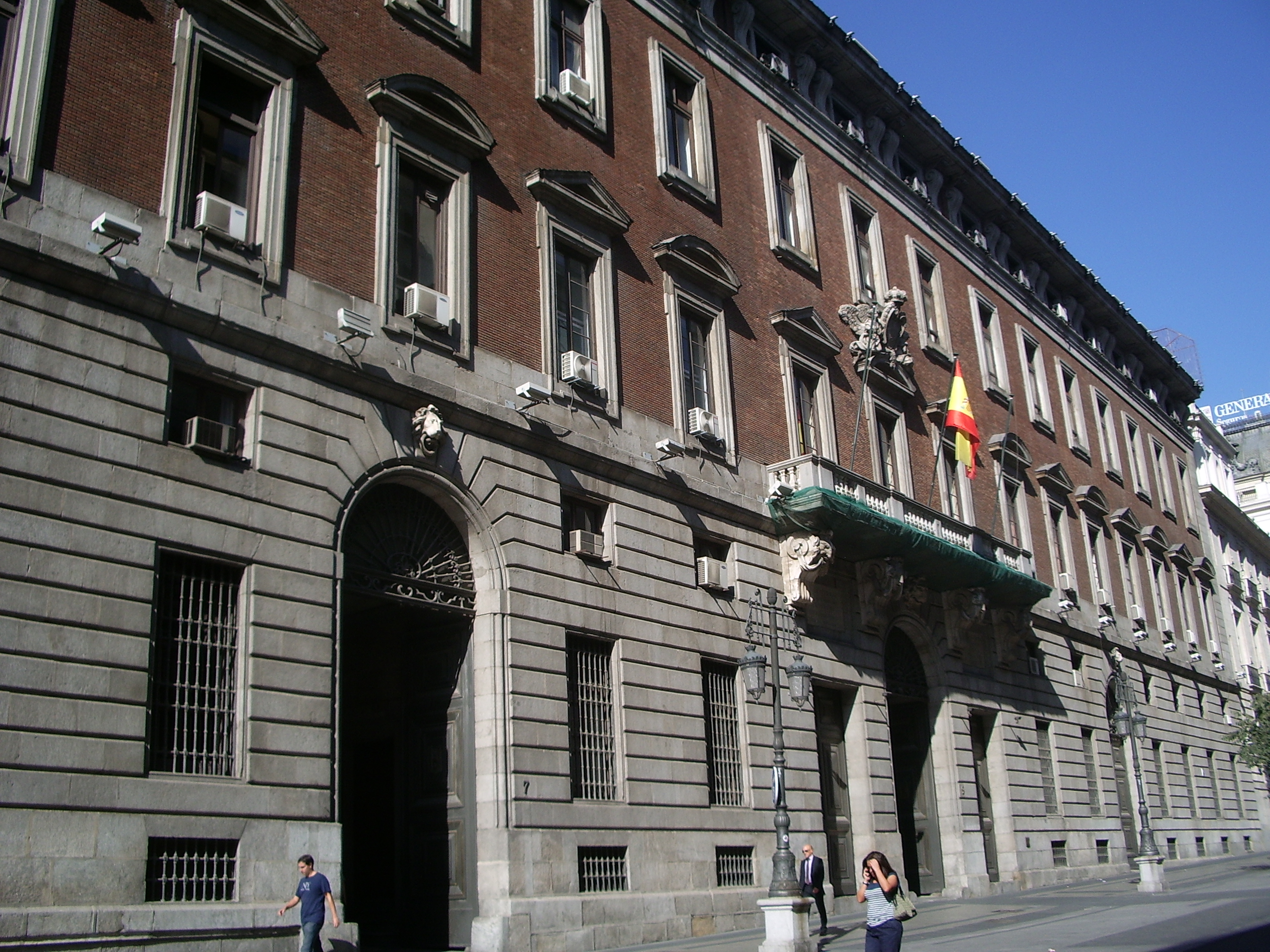
Real Casa de la Aduana (heute Finanzministerium)
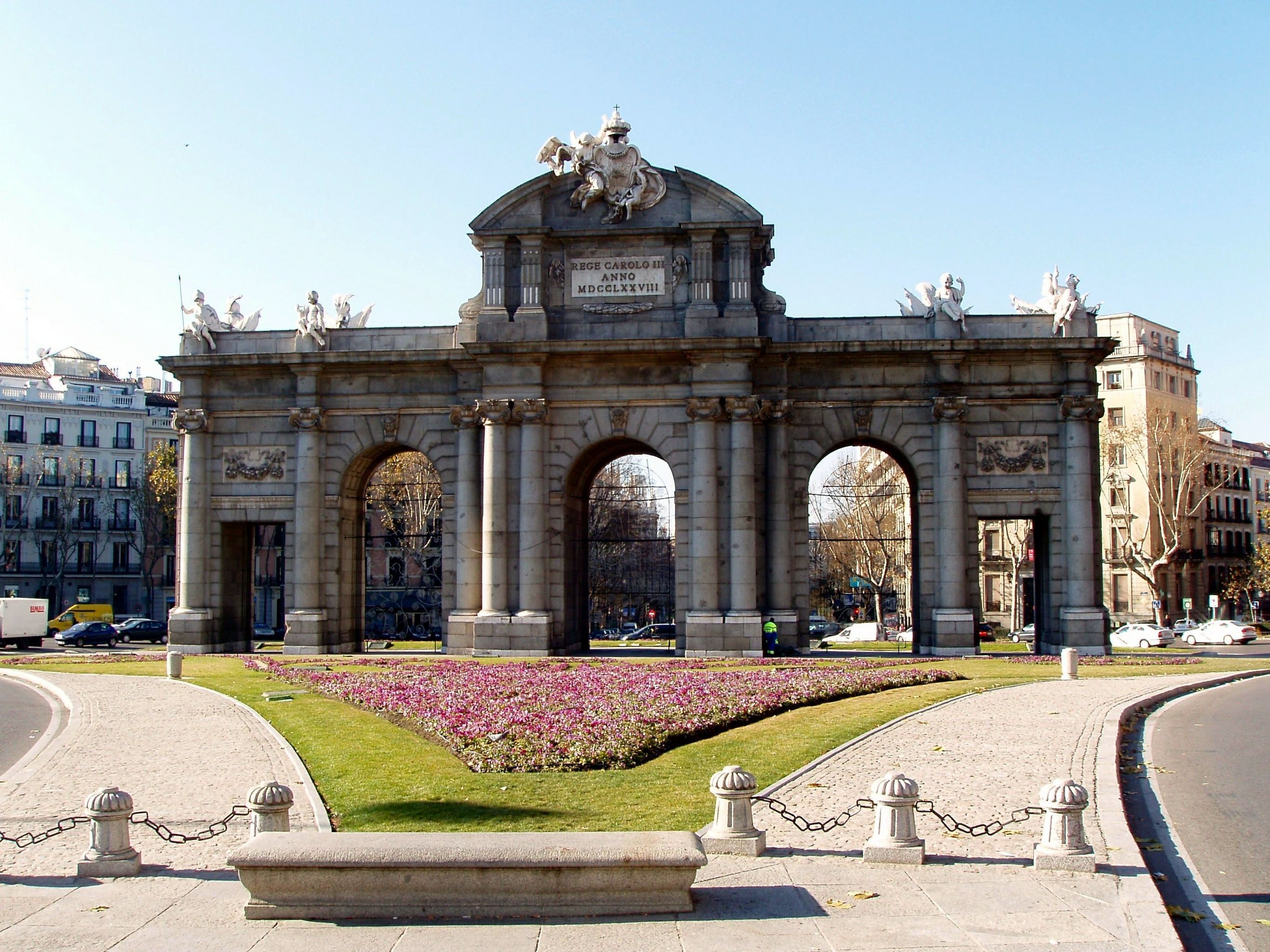
Puerta de Alcalá
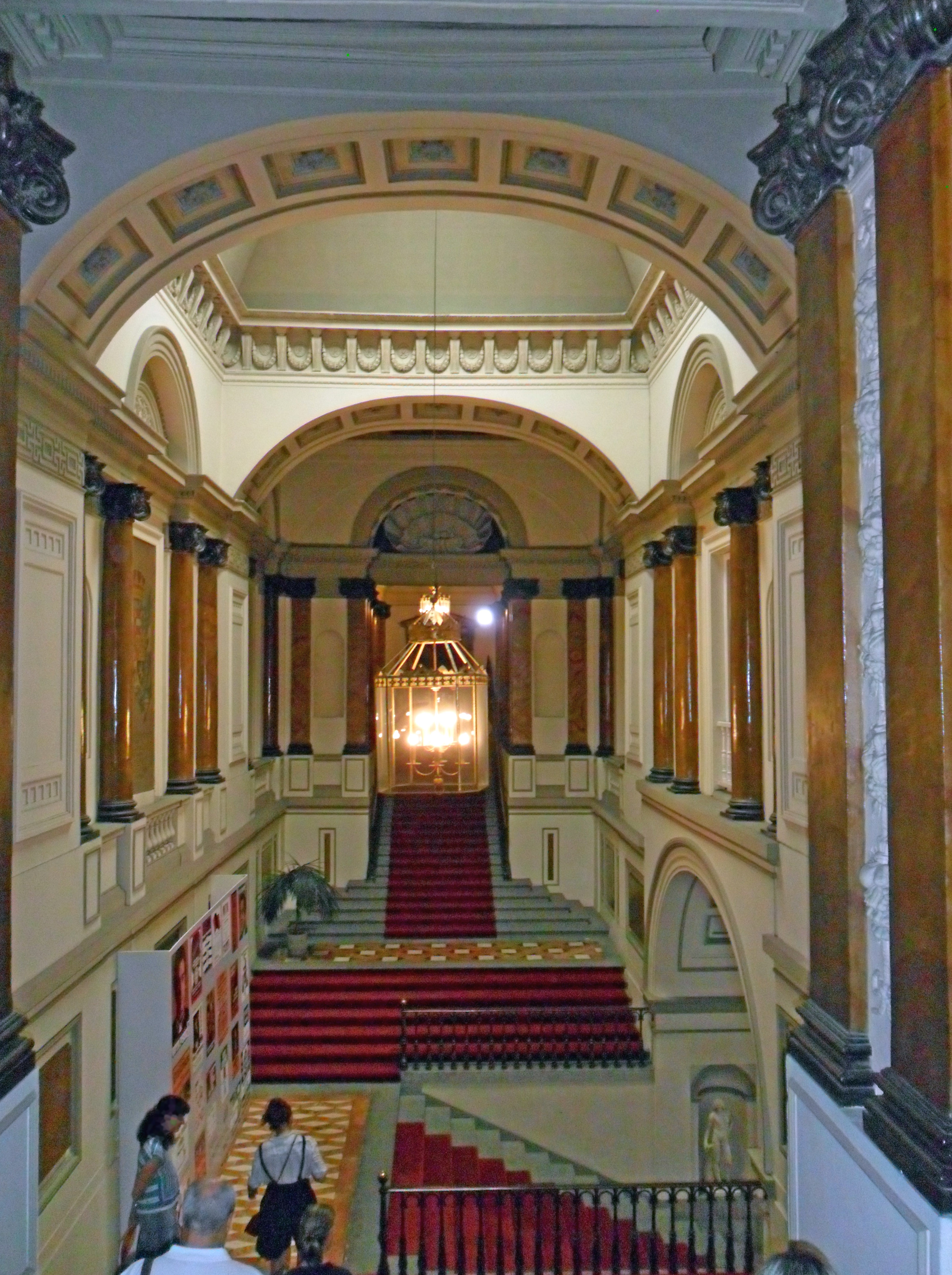
Casa de los Secretarios de Estado y del Despacho
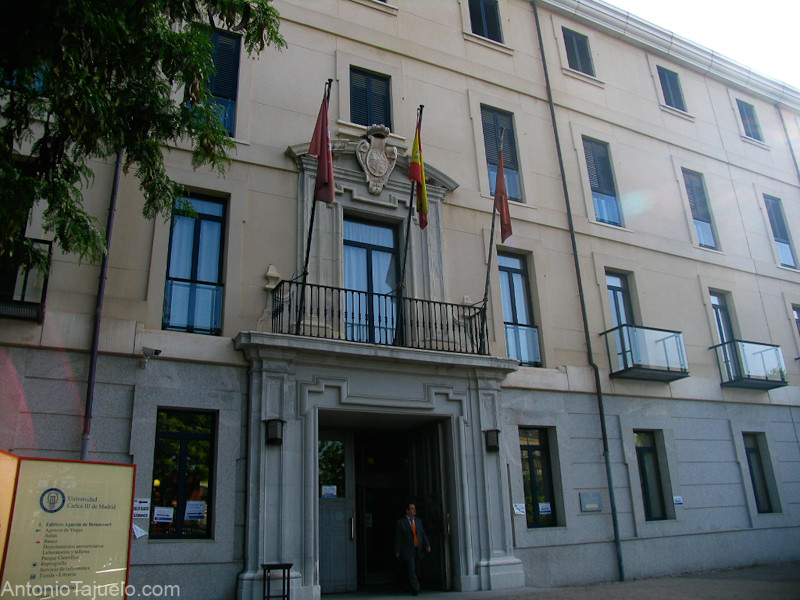
Edificio Sabatini der Universidad Carlos III